# Folques
Folques es una freguesia portuguesa del municipio de Arganil, en el distrito de Coímbra, con 18,36 km² de superficie y 356 habitantes (2011). Su densidad de población es de 19,4 hab/km².
La freguesia, denominada antiguamente São Pedro de Folques ad vincula, fue originariamente un curato dependiente de los canónigos regulares de Santo Agostinho de Coímbra, enclavado en el término de Arganil, hasta que en 1514 se benefició de la carta foral concedida a este concelho por el rey D. Manuel. En 1839 la freguesia aparecía integrada en la comarca del concelho limítrofe de Seia (perteneciente al distrito de Guarda), pero en 1852 figura ya como integrada en Arganil.
En el patrimonio histórico-artístico de la freguesia destaca el Monasterio de Folques, documentado ya en 1080, aunque los elementos más antiguos que subsisten son la torre campanario y uno de los claustros, ambos del siglo XV con elementos manuelinos añadidos posteriormente, una y otro integrados en un edificio del XVII, con elementos barrocos en el otro claustro, datado en 1760. La iglesia del monasterio, consagrada a San Pedro y con notables retablos de madera tallada y pila bautismal manuelina, data también del siglo XVIII. En los terrenos del monasterio funciona modernamente una escuela de formación profesional.